# رود ساروگیشی
رود ساروگیشی (به لاتین: Sarugaishi River) یک رود در ژاپن است که ۷۳٫۱ کیلومتر است.